# مقاطعة دي موين (آيوا)
مقاطعة دي موين (بالإنجليزية: Des Moines County)‏ هي إحدى مقاطعات ولاية آيوا في الولايات المتحدة الأمريكية.